# Уитерс, Уильям
Уи́льям Бра́муэлл Уи́терс (англ. William Bramwell Withers, 27 июня 1823, Уитчерч, Шропшир, Англия — 14 июля 1913, Далуич-Хилл, Новый Южный Уэльс) — англо-австралийский журналист, писатель

 и историк. Наиболее известен как автор высоко оценённой книги History of Ballarat (с англ. — «История Балларата»), а также ряда других работ, которые публиковались в ведущих журналах города и колонии. Его книга The Westons (с англ. — «Уэстоны») заняла второе место на конкурсе литературных работ газеты The Age.

## Биография

### Ранние годы
Уильям Брамуэлл Уитерс родился 27 июля 1823 года в английском городе Уитчерч в семье Джейсона Уитерса и его жены Элизабет Ханди. Его отец был уэслианским мирянином-проповедником, а мать умерла, когда Уильяму было только шесть лет. До 13-летнего возраста он учился в гимназии, после чего отец отправил его к дяде, который был лавочником. Последний привил Уильяму страсть к античному искусству, механике и химии. В 1846 году Джейсон Уитерс скончался на 74 году жизни, оставив Уильяму в наследство 300 фунтов стерлингов. На эти деньги он купил 121 гектар земли в колонии Наталь, Южная Африка, куда отправился три года спустя. Позже Уитерс купил большую ферму в 2428 гектаров совместно с Джеймсом Эллисом. Но ему надоело одиночество, и позже, продав свою долю, он направился в Питермарицбург. Там Уильям был корреспондентом печатных изданий The Witness и Natal Standart, а также профессионально учил английский и изучал нидерландский язык.

### В Виктории
В 1852 году Уитерс прибыл в британскую колонию на австралийском континенте Викторию, на шхуне добравшись до Мельбурна в ноябре того же года, зайдя в Порт-Филлип. В колонии на этот момент шла золотая лихорадка. Многие прибывали сюда в погоне за богатством. Центром для золотодобытчиков стал городок Балларат. Уильям направился именно туда, однако потерпел неудачу в поисках и вернулся в Мельбурн, обосновавшись в районе Канвас-Таун. Одной из причин его возвращения стала дизентерия. Там Уитерс работал дорожным мастером и строителем. Позже он устраивался также кучером и клерком на пристани.
В 1854 году Уильям стал работать в газетах Мельбурна, первой из которых стала The Argus. Однако там он находился недолго, уже в следующем году перейдя в The Herald. В том же году Уильям вернулся в Балларат. Он пытался заработать золотоискательством, но безуспешно. Попутно Уитерс работал репортёром и на полставки наборщиком в Ballarat Times до 22 сентября 1855 года, когда перешёл в недавно созданную газету The Ballarat Star.
В этой газете Уитерс проработал достаточно долго, документируя бизнес и инвестиции. Попутно в 1859 году он был избран в первый комитет Балларатского механического института (англ. Ballarat Mechanics' Institute). В 1865 году Уильям стал чемпионом в боулинг-клубе города. Тогда же он решил описать его историю. Пять лет Уитерс вёл переписку с первыми золотоискателями и скваттерами, а также свидетелями уголовных дел. Эта книга, получившая название History of Ballarat, является самым известным произведением Уильяма. Впервые она публиковалась в издании The Ballarat Star в 12 частях, начиная с июня 1870. В августе книга была издана в твёрдом переплёте в нескольких томах; позже неоднократно переиздавалась, в частности в 1887 году единым изданием в типографии Френсиса Нивена. Тираж этого издания составил 10 200 экземпляров, хотя продажи шли довольно медленно.
Как передаёт автор статьи о Уитерсе в Австралийском биографическом словаре Остин Маккаллум, рецензенты хвалили книгу Уильяма за объективность, хороший литературный слог и за тщательность проведённых исследований. Например, автор рецензии в мельбурнской газете The Argus назвал самого автора журналистом-профессионалом с высокой репутацией, который был известен своим дотошным отношением к фактам. Журналист отдельно высоко оценил желание Уильяма скомпоновать сложную историю города воедино. Обозревая позднее издание 1887 года, он подчеркнул, что история Балларата была насыщена событиями лишь примерно до 1860 года, поэтому книга была вполне актуальной и не нуждалась в доработке и так. Несмотря на это, в переиздании её всё же дополнили, но, по мнению журналиста, эти дополнения, по вышеизложенным причинам, оказались малоинтересны. Его также порадовало отсутствие цензуры в книге, ведь она рассказывает в мельчайших подробностях и о суровых временах, отличавшихся жестокостью, и о проблемах власть имущих. Произведение используется как источник информации об истории города другими учёными. Например, она есть в списке литературы в научной книге австралийского историка Уэстона Бэйта, который писал свою историю города гораздо позднее и в других работах. Также на неё ссылались и при жизни автора.
По оценке Маккаллума, после выхода книги репутация Уитерса в Балларате достигла апогея. Вместе с процветанием города деньги пришли и к нему. В это время ему удалось побыть даже совладельцем The Ballarat Star. Помимо этого он продолжал писать книги: им было выпущено два романа, получивших широкую популярность: Eustace Hopkins, который одновременно публиковали балларатская газета The Courier и журнал из Нового Южного Уэльса Sydney Echo, и The Westons, который был опубликован в журнале The Federal Australian. Первый из них участвовал, наряду с 120 другими произведениями, в проведённом мельбурнской газетой The Age конкурсе литературных работ и занял в нём второе место. Помимо этого в 1896—97 годах Уильям издал сборник воспоминаний Reminiscences of the '50’s and '60’s, который публиковался в журнале Austral Light. Он также писал другие, более короткие рассказы, которые были напечатаны в мельбурнском литературном журнале The People’s Tribune.

### В Новом Южном Уэльсе
В 1901 году Уильям переехал в Сидней, в штат объединённой Австралии Новый Южный Уэльс. Там он прожил 6 лет, пока в 1907 году не перебрался в городок Далуич-Хилл (ныне пригород Сиднея). Перед этим Уитерс посетил Лондон, откуда в сентябре — декабре писал свою автобиографию A Pilgrim Pioneer, которую публиковала газета The Ballarat Star. Он скончался 14 июля 1913 года в Далуич-Хилле от кровоизлияния в мозг, оставив своё наследство сожительнице Мэри Эн дю Сутуа и пасынку Уильяму Лесли. Похоронен в англиканской части Руквудского кладбища. В некрологе The Ballarat Star назвала его «журналистом-ветераном», а также главной фигурой в журналистике города, которой ему будет очень не хватать.

## Личность
В начале своей жизни Уильям Уитерс присоединился к уэслианцам, как и отец, но не был склонен к излишне религиозной жизни. Но при этом он был благочестив и глубоко почтителен к людям. Как писал его биограф, Уильям не просто исповедовал христианство, но и по жизни действовал как христианин. В 1843 году он стал противником смертной казни и был им до конца жизни. Помимо этого Уильям был убеждённым вегетарианцем. В 1846 году он писал статьи для христианских журналов о воздержании и посте. Перед тем, как Уитерс покинул Британские острова, он писал статьи о пользе сыроедения и вегетарианства в оздоровительное издание Health Advocate, а также выступал за проведение первой в истории страны Вегетарианской конференции, однако не сумел на ней побывать, поскольку она состоялась после того как Уильям уехал в Наталь. Кроме того, Уильям вёл активную переписку-беседу с Льюисом Гомпертцем, с которым познакомился на страницах одного из журналов. Беседа была по вопросам доктрины «философской необходимости». Эту тему он позже активно обсуждал с другом уже в Балларате. В молодости Уильям был высоким, крепким и широкоплечим саксом. Ближе к концу жизни его внешность изменилась — он был невысок, щетинист и передвигался большими шагами с зонтиком под мышкой.